# Фратрицид

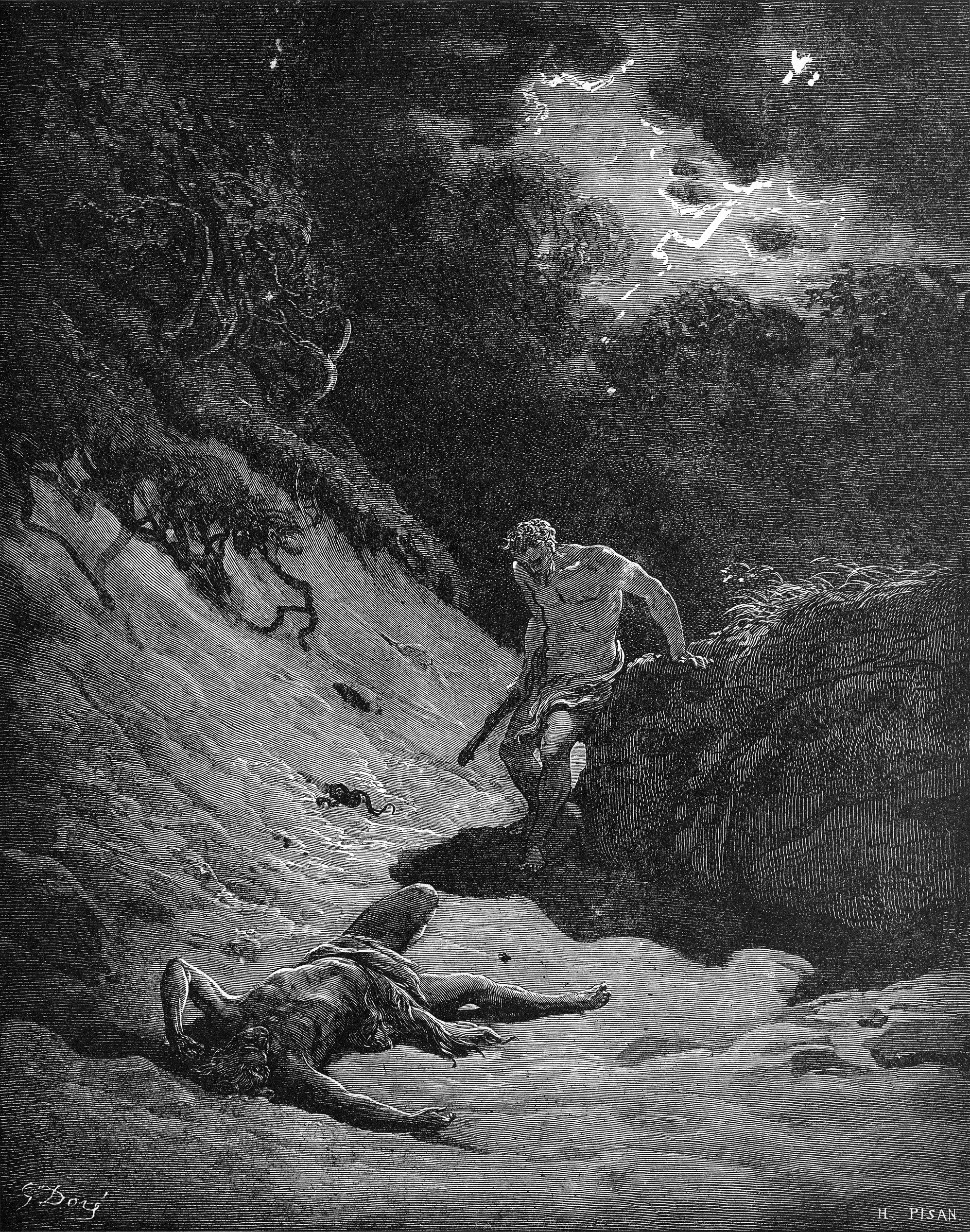
Каин убил своего брата Авеля

Фратрици́д (братоубийство, от лат. frater — брат и caedo — убиваю) — умышленное лишение жизни (убийство) одного из своих братьев или причинение ему смерти по неосторожности.
В армиях стран НАТО под эти термином (fratricide) также понимают огонь по своим, непреднамеренное поражение своих солдат в ходе боевых действий, например, во время атаки, ошибочной идентификации на поле боя и т. п.

## В истории
Согласно мифологии первые братоубийства принадлежат Каину (убил Авеля) и Ромулу (убил Рема).
В греческой трагедии «Антигона» один из родных братьев — Этеокл убивает брата Полиника.
Согласно легендам, Ашока убил своих братьев чтобы стать правителем империи Мауриев. А Болеслав I Грозный также в борьбе за чешский престол убил своего брата Вацлава.
В Османской империи братоубийство было введено султаном Мехмедом II, чей дед — Мехмед I — вел в XV веке долгую и кровавую гражданскую войну против своих братьев с целью объединения воедино всех земель. Когда Мехмед II взошел на престол, и как только у него появился первый наследник, он приказал убить всех оставшихся своих братьев (во избежание разрушительных междоусобиц). Крупнейшее братоубийство произошло во время правления Мехмеда III, умертвившего 19 родных и единокровных братьев. Эту «традицию» отменил в XVII веке султан Ахмед I, заменив убийство тюремным заключением.

## В массовой культуре
- Гамлет
- Роман Агаты Кристи «Убийства по алфавиту».
- Роман Энн Перри «Лицо незнакомца».
- Король Лев